# Ibalpiel II
Ibalpiel II was vorst van Eshnunna ca 1780/1779 - 1765 v.Chr. Hij is een goede bekende uit de archieven van Mari en een tijdgenoot van Zimri-lim Hij was de zoon van Dadusha. Ehnunna was een bondgenoot van Elam in zijn dagen, maar hij was waarschijnlijk tot onderhorigheid gedwongen door Shamshi-adad I van Assyrië.

## Het einde van Eshnunna
Zijn vijfde jaarnaam verwijst naar de dood van Shamshi-adad I en er is een brief van diens opvolger Ishme-dagan aan diens broer waarin hij verklaart Eshnunna en Elam onder de duim te hebben. Er was in zijn tijd een wankel machtsevenwicht tussen een aantal staten die om de hegemonie streden. In een brief van ene Itur-asdu aan Zimri-lim lezen we:

Er is geen koning die op zichzelf sterk staat. Tien of vijftien vorsten volgen Hammurabi, de vorst van Babylon, even velen volgen Rim-sin de man van Larsa, even velen volgen Ibalpiel, de man van Eshnunna; even velen volgen Amut-piel, de man van Qatna. Twintig vorsten volgen Yarim-lim, de man van Yamhad.

Het evenwicht duurde niet lang want Ibalpiel trok tegen de Assyriërs ten strijde.
Zijn 8e en 9e jaarnamen verwijzen naar de vernietiging van Rapiqum aan de Eufraat en naar de nederlaag van Subartu (Assyrië) en Khana (Terqa). Rapiqum was eerder door Zimri-lim en Hammurabi ontnomen aan Eshnunna en  Ibalpiel vervoerde het (tijdelijk) terug. Het mocht allemaal niet baten. Hammurabi schakelde zijn zuidelijke rivaal Rim-sin uit en richtte zich naar het noorden In het 31e jaar van Hammurabi (1761) werd uiteindelijk ook Eshnunna onder de voet gelopen door de koning van Babylon en was het gedaan met het vorstendom. 

## Orakels en wiskunde
Ibalpiel is bekend vanwege een shulmu of heilsorakel van de godin Kititum dat bewaard is gebleven waarin de godin belooft de koning de 'geheimen der goden' te openbaren. De stabiliteit van zijn troon en het welzijn van zijn rijk zijn daarmee gegarandeerd.
Er zijn een aantal wiskundige tabletten gevonden gedateerd in het 8e en 10e jaar van Ibalpiel in Tell Harmal (in de oudheid Shaduppum) een belangrijk administratief centrum van Eshnunna. Het wiskundige probleem dat erin opgelost wordt is de vraag: wat zijn de zijden van een rechthoek waarvan de diagonal 1;15 (sexagesimaal voor 1.25) en het oppervlak 45 (sexagesimaal voor 0.75) bedraagt.
In moderne algebraïsche notatie is dat: wat is x en y als:
x2+y2=1.252
xy = 0.75